# Селіхов Роман Павлович
Рома́н Па́влович Се́ліхов (8 серпня 1976 — 10 листопада 2018) — старший сержант Збройних сил України, учасник російсько-української війни.

## Життєпис
Народився 1976 року у місті Новомосковськ (Дніпропетровська область). Мешкав у місті Перещепине (Новомосковський район). Виріс в родині військових, дід — військовий льотчик, батько служив в ракетних військах. Закінчив юридичний університет (імовірно Дніпропетровського державного університету внутрішніх справ), але не захотів працювати в МВС не захотів — працював у сфері будівництва. Захоплення: високоточна стрільба.
Протягом 2015—2016 років служив за мобілізацією, 81-ша бригада, 5-та батальйонна тактична група, розвідник 2-го взводу розвідроти, виконував обов'язки заступника командира взводу. Воював під Попасною, Горлівкою, Опитним, Авдіївкою; за опорні пункти «Зеніт», «Шахта Бутівка», «Мурашник». Після демобілізації певний час служив у військкоматі в Дніпрі, по тому його запросили до 169 навчального центру «Десна». Закінчив в Україні канадсько-литовські снайперські курси, став інструктором снайперів. 2018 в Литві посів третє місце на європейському чемпіонаті з військового снайпінгу в особистому заліку. Старший сержант, інструктор снайперів 169-го НЦ «Десна»; вирушив на фронт до 72-ї бригади.
10 листопада 2018 року загинув під час рекогностування місцевості та проведення інженерної розвідки між спостережними постами на Світлодарському напрямі — поблизу смт Луганське, внаслідок спрацювання встановленого ворогом радіокерованого фугасу (за 700 метрів від позицій українських захисників). Загинули двоє військовослужбовців — Юрій Олійник та Роман Селіхов, ще двоє зазнали поранень.
14 листопада 2018-го похований на Краснопільському кладовищі Дніпра.
Без Романа лишилися батьки, дружина та дві дорослі доньки. Батько — Павло Селіхов — полковник у відставці, був заступником командира 6-го армійського корпусу, з червня 2015 до лютого 2017 року — голова Новомосковської РДА. Молодша донька в недавньому часі вступила у Дніпропетровський державний університет внутрішніх справ, без будь-якої сторонньої допомоги.

## Нагороди та вшанування
- Указом Президента України № 26/2019 від 31 січня 2019 року «за особисту мужність і самовіддані дії, виявлені у захисті державного суверенітету та територіальної цілісності України, зразкового виконання військового обов'язку» — нагороджений орденом «За мужність» III ступеня (посмертно)[5]